# Chuvashia

Cộng hòa Chuvash (tiếng Nga: Чува́шская Респу́блика — Чува́шия, Chuvashskaya Respublika — Chuvashiya; tiếng Chuvash: Чăваш Республики, Čăvaš Respubliki), hay Chuvashia (tiếng Nga: Чува́шия Chuvashiya; tiếng Chuvash: Чăваш Ен, Čăvaš Jen), là một chủ thể liên bang của Nga (một nước cộng hòa). Đây là nơi sinh sống của người Chuvash, một dân tộc Turk. Thủ đô là thành phố Cheboksary. Dân số là 1.251.619 (thống kê 2010).

## Địa lý
Cộng hòa Chuvash tọa lạc ở Nga thuộc châu Âu, tại trung tâm vùng kinh tế Volga-Vyatka, chủ yếu nằm về phía tây sông Volga, trong vùng cao nguyên Volga. Nó giáp với Cộng hòa Mari El về phía bắc, tỉnh Nizhny Novgorod về phía tây, Cộng hòa Mordovia về phía tây nam, tỉnh Ulyanovsk về phía nam, và Cộng hòa Tatarstan về phía đông và đông nam. Có hai nghìn con sông chảy qua nước này—những sông lớn gồm có Volga, Sura, và Tsivil—cũng như bốn trăm hồ nước. Một số hồ chứa nước thung lũng sông Volga nằm ở phía bắc nước này. Sông Sura chảy về phía sông Volga, tạo nên đa phần biên giới phía bắc đất nước. Nơi đây có khí hậu lục địa, với nhiệt độ trung bình từ −13 °C (9 °F) vào tháng 1 đến +19 °C (66 °F) vào tháng 7. Lượng mưa trung bình năm từ 450 và 700 milimét (18 và 28 in), chênh lệch từ năm này sang năm khác. Tài nguyên thiên nhiên gồm thạch cao, cát, đất sét, sapropel, photphorit và than bùn. Cũng có dầu mỏ và khí tự nhiên, dù chúng chưa được khai thát theo hướng thương mại. Rừng chủ yếu ở năm sông Sura và phủ lên 30% diện tích đất.

## Liên kết
- (tiếng Anh) Official website of Chuvashia
- (tiếng Nga) Official website of Chuvashia Lưu trữ ngày 23 tháng 9 năm 2011 tại Wayback Machine
- (tiếng Đức) Official website of Chuvashia

- About flag and coat of arms of Chuvashia Lưu trữ ngày 11 tháng 4 năm 2005 tại Wayback Machine
- National anthem of the Chuvash Republic Lưu trữ ngày 6 tháng 12 năm 2010 tại Wayback Machine (mp3)